# Карозин, Александр Николаевич
Алекса́ндр Никола́евич Каро́зин (3 [16] марта 1908; дер. Мишнево, Московская губерния — 7 марта 1988, Москва) — Герой Советского Союза (1945), полковник (20.11.1944).

## Биография
Родился 3 [16] марта 1908 года в деревне Мишнево Богородского уезда Московской губернии. В 1926 году окончил 9 классов школы в городе Богородск (ныне — Ногинск Московской области), в 1930 году — Московское училище техников-землеустроителей. Работал землеустроителем в Свердловской и Челябинской областях.
В армии с ноября 1932 года. Служил в артиллерии командиром взвода, командиром батареи и начальником штаба дивизиона (в Приволжском военном округе и на Дальнем Востоке). Окончил артиллерийскую школу в Пензе, артиллерийские курсы усовершенствования командного состава во Владивостоке. До сентября 1941 года служил помощником командира дивизиона и начальником полковой школы (на Дальнем Востоке). В 1942 году окончил ускоренный курс Военной академии имени М. В. Фрунзе (в Ташкенте).
Участник Великой Отечественной войны: в июле 1942 — апреле 1943 — начальник штаба и командир истребительно-противотанкового артиллерийского полка 8-й истребительной бригады, в апреле 1943 — июле 1944 — командир 694-го (с сентября 1943 — 316-го гвардейского) истребительно-противотанкового артиллерийского полка, в июле 1944 — мае 1945 — командир 9-й гвардейской истребительно-противотанковой артиллерийской бригады. Воевал на Воронежском и 1-м Украинском фронтах. Участвовал в оборонительных боях на воронежском направлении, Курской битве, освобождении Левобережной и Правобережной Украины, Львовско-Сандомирской, Сандомирско-Силезской, Берлинской и Пражской операциях. Был дважды ранен — в августе 1943 года и декабре 1944 года.
Умело организовал боевые действия бригады при освобождении Львова в июле 1944 года и на сандомирском плацдарме в сентябре-октябре 1944 года. Бригада также отличилась в январе 1945 года при форсировании реки Одер в районе города Штейнау (ныне — Сцинава, Польша).
За умелое командование бригадой и проявленные при этом мужество и героизм Указом Президиума Верховного Совета СССР от 6 апреля 1945 года гвардии полковнику Карозину Александру Николаевичу присвоено звание Героя Советского Союза с вручением ордена Ленина и медали «Золотая Звезда».
После войны продолжал командовать бригадой, был заместителем командиров артиллерийских бригад (в Центральной группе войск, Австрия) и командиром артиллерийских полков (в Прикарпатском военном округе). В 1950—1958 — заместитель начальников отделов и старший офицер в Главном управлении боевой подготовки Сухопутных Войск.
В 1959 году окончил Высшие академические артиллерийские курсы при Военной артиллерийской командной академии (город Ленинград). С 1959 года командовал воинской частью. С января 1962 года полковник А. Н. Карозин — в запасе.
Работал заместителем директора Центральных курсов технического обучения Министерства жилищно-коммунального хозяйства РСФСР.
Жил в Москве. Умер 7 марта 1988 года. Похоронен на Николо-Архангельском кладбище в Москве.

## Награды
- Медаль «Золотая Звезда» Героя Советского Союза (6.04.1945);
- орден Ленина (6.04.1945);
- 3 ордена Красного Знамени (16.09.1943; 4.12.1943; 1952);
- орден Суворова 2-й степени (1945);
- орден Кутузова 2-й степени (23.09.1944);
- орден Богдана Хмельницкого 2-й степени (25.08.1944);
- орден Александра Невского (20.12.1943);
- орден Отечественной войны 1-й степени (11.03.1985);
- орден Красной Звезды (1947);
- медали.
- Офицер ордена Британской империи (1944);
- другие иностранные награды.